# Wilhelm Steinhausen (Mediziner)
Wilhelm Steinhausen (* 27. August 1887 in Frankfurt am Main; † 3. März 1954 in Greifswald) war ein deutscher Physiologe.
Steinhausen war ein Sohn des Malers Wilhelm Steinhausen. Er besuchte das Frankfurter Goethegymnasium und studierte dann in Göttingen, Berlin und Freiburg Medizin. Danach studierte er Physik, Mathematik und Chemie in Frankfurt und Gießen. 1914 wurde er zum Dr. phil. promoviert. Ab 1915 diente er in Lazaretten und an der Front. Nach Ende des Krieges schloss Steinhausen sein Medizinstudium ab und wurde 1919 auch zum Dr. med. promoviert. 1921 folgte die Habilitation für das Fach Physiologie. 1928 wurde er Professor auf dem Lehrstuhl für Physiologie an der Universität Greifswald. Zu Beginn der dreißiger Jahre konnte Steinhausen erstmals die Mach Breuersche Strömungstheorie der Endolymphe des Innenohres direkt beweisen.
1952 wurde er in die Deutsche Akademie der Naturforscher Leopoldina aufgenommen.
Wilhelm Steinhausen war verheiratet mit Leni Colsman (1889–1960). Er wurde auf dem Dorffriedhof von Weitenhagen (bei Greifswald) beigesetzt.
1987 fand in Greifswald der International Workshop Dedicated to the Hundredth Birthday of Professor Doctor Doctor Wilhelm Steinhausen statt.

## Schriften
- Zur Kenntnis der Luftschwingungen in Flöten. Frankfurt 1914 (Diss.)
- Ueber das Karzinosarkom des Uterus. Kirchhain 1920 (Diss.)
- Über die Latenzzeit des Sartorius in Abhängigkeit von der Stromstärke bei Reizung mit konstantem Strom. Berlin 1921
- Über die durch die Otolithen ausgelösten Kräfte. Berlin 1935